# 马来熊
马来熊（学名：Helarctos malayanus）是熊科馬來熊屬（Helarctos）的唯一一种生物，其种加词“malayanus”意为“马来亚的”。生活在东南亚的热带雨林中。有兩個亞種，一個生活在東南亞大陸，另一種只生活在婆羅洲。

## 特征

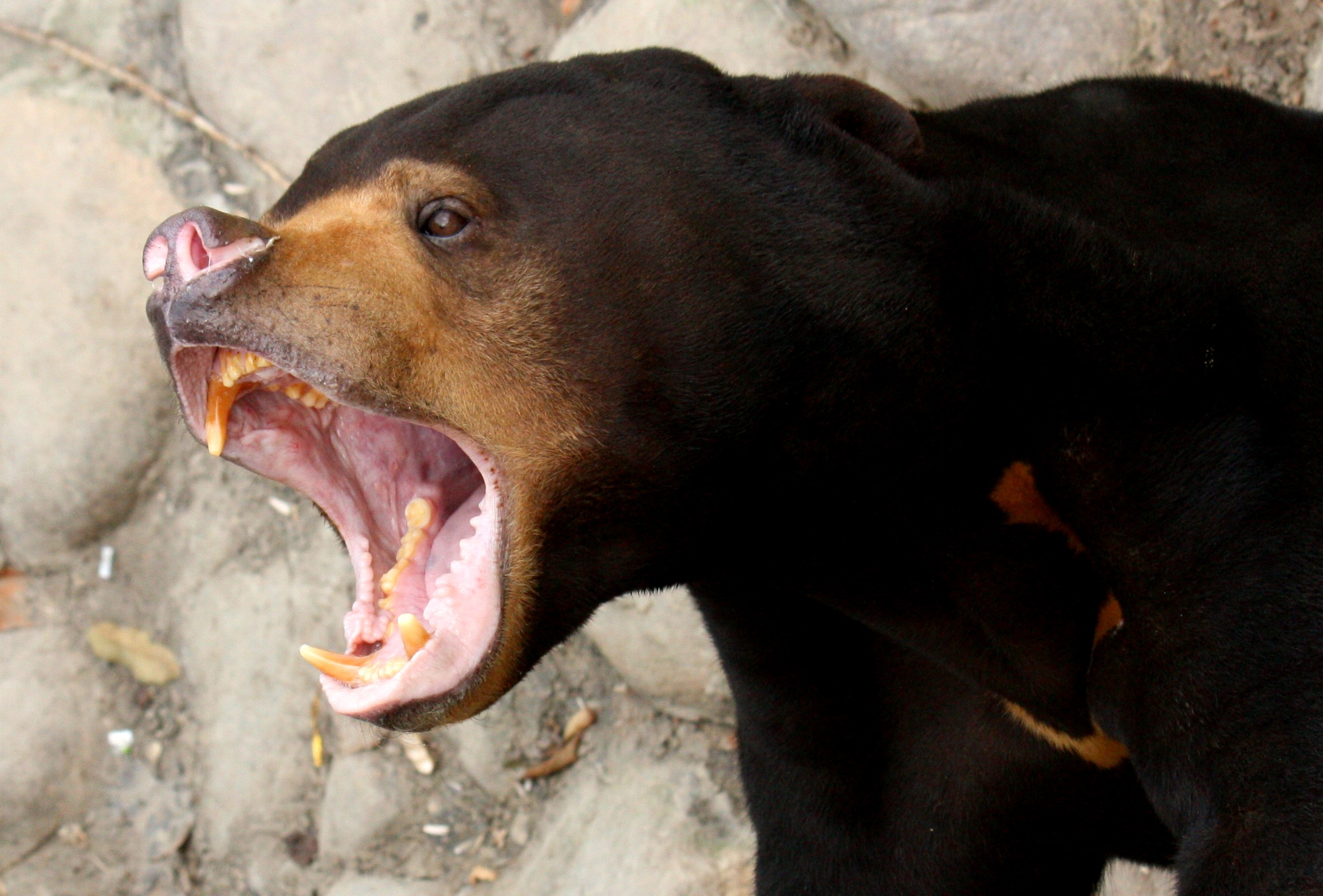
摄于上海动物园

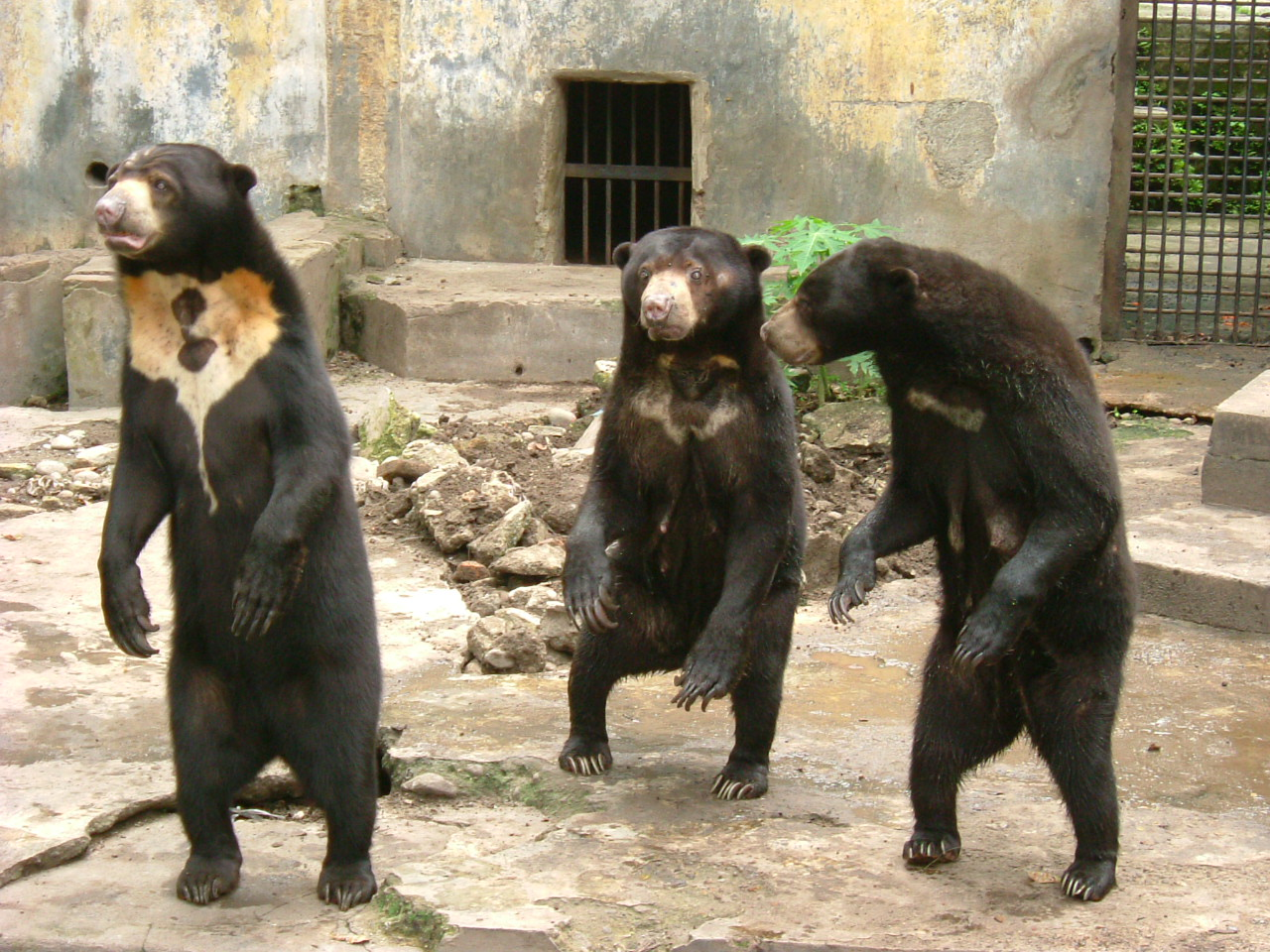
印尼一家动物园中站立起来的马来熊

马来熊属熊科熊亚科马来熊属，是熊科动物中体型最小的成员。成年体高约120－150公分，体重27－65公斤。马来熊全身黑色（雄性比雌性大10－45%），前胸通常有一块明显的“U”型斑纹，斑纹呈浅棕黄或黄白色。马来熊头部比较宽，口鼻不突出，裸露无毛，呈浅棕或灰色，耳朵圆而小，位置较低。马来熊舌头很长，便于吞食白蚁或其他昆虫。脚掌爪钩呈镰刀型，脚掌内撇。尾巴是30－70毫米（1.2－2.8英寸）長。
马来熊的屁股周围皮肤会有褶皱，这些褶皱有助于保护马来熊免受捕食者的侵害，因为松散的褶皱使马来熊能够“在皮肤中转身”，并在老虎等大型动物抓住它们时实施反击。

## 习性
马来熊是一種夜行動物，善于爬树，主要食物是昆虫和果实，尤其喜爱蜂类和蜂蜜。也以椰子树苗、脊椎動物等为食物，没有冬眠现象。是最适应热带生活的熊。
。

## 分布
马来熊主要分布在东南亚和南亚一带，包括老挝、柬埔寨、越南、泰国、马来西亚、印尼（苏门答腊,婆羅洲）、缅甸、和印度東北部、孟加拉国等地，在中國的雲南绿春以及西藏芒康也有少量分布。
马来熊的主要适应生境为东南亚热带雨林和季风雨林。